# 해바라기 (만화)
해바라기는 최지룡의 만화이다. 2011년까지 3화 분량이 전부다.

## 등장인물
- 피에트로
- 피에트로의 어머니
- 원동이 형

## 설정
- 이슈를 사랑하는 모임(이사모) :
- 한성그라드 :

## 같이 보기
- 소비에트 연방
- 레닌그라드
- 최지룡